# Rêves de chaque nuit
Pour plus de détails, voir Fiche technique et Distribution.
Rêves de chaque nuit (夜ごとの夢, Yogoto no yume) est un film japonais réalisé par Mikio Naruse, sorti en 1933.

## Synopsis
Omitsu travaille comme serveuse dans un bar et élève seule son fils Fumio. Lorsque son mari Mizuhara revient auprès d'elle trois ans après l'avoir abandonnée, il promet de trouver un emploi pour qu'elle puisse rester au foyer et élever l'enfant. Malgré l'aide apportée par leurs voisins, Mizuhara ne parvient à ses fins. Leur enfant est renversé par une voiture, Omitsu reprend son travail de serveuse pour financer les soins. Mizuhara dans sa volonté de subvenir aux besoins de sa famille commet l'irréparable, il fait un cambriolage et la police se lance à ses trousses. Blessé au bras, il parvient à rentrer chez lui. Omitsu qui comprend la situation refuse l'argent dérobé et lui demande de se rendre. Elle apprend le lendemain le suicide par noyade de son mari. En pleurs, elle le traite de lâche et demande à son garçon de devenir fort en grandissant.

## Fiche technique
- Titre français : Rêves de chaque nuit[1]
- Titre original : 夜ごとの夢 (Yogoto no yume?)
- Réalisation : Mikio Naruse
- Scénario : Mikio Naruse et Tadao Ikeda
- Photographie : Suketarō Inokai
- Musique : Masao Koga
- Décors : Kōjiro Kawasaki et Matasaburo Okuno
- Assistants réalisateurs : Minoru Shibuya, Heizō Iwaya et Minoru Matsui
- Société de production : Shōchiku (Studios Kamata)
- Pays d'origine :  Empire du Japon
- Format : noir et blanc - 1,37:1 - Film muet
- Genre : drame ; mélodrame
- Durée : 64 minutes (métrage : 8 bobines - 1 758 m[2])
- Dates de sortie :
  - Empire du Japon : 8 juin 1933[2]

## Distribution
- Sumiko Kurishima : Omitsu
- Tatsuo Saitō : Mizuhara, le mari d'Omitsu
- Jun Arai : le voisin
- Mitsuko Yoshikawa : la femme du voisin
- Chōko Iida : la propriétaire du bar
- Teruko Kojima : Fumio, le fils d'Omitsu
- Takeshi Sakamoto : le capitaine indélicat
- Shigeru Ogura : un marin fumeur
- Kenji Ōyama : un marin fumeur

## Autour du film
Rêves de chaque nuit est un mélodrame avec Sumiko Kurishima en vedette, il est considéré comme l'un des meilleurs films des débuts de Mikio Naruse. Le réalisateur souligne que l'attribution d'une vedette comme Sumiko Kurishima était une preuve que la Shōchiku reconnaissait enfin son importance. Un soin particulier a été porté sur le tournage qui s'est étalé sur quinze jours, durée relativement importante à cette époque.
Le film a été classé troisième des dix meilleurs films japonais de l'année 1933 par la revue Kinema Junpō. La même année, la revue distingue un autre film de Naruse, Après notre séparation, en le positionnant quatrième de ce même classement.
Jean Narboni descelle dans ce film l'influence du cinéma occidental. Il fait le rapprochement avec Les Damnés de l'océan (The Docks of New York, 1928) de Josef von Sternberg de par l'ambiance portuaire (peinture des quais, du bar où travaille Omitsu et de la faune qui le fréquente), l'utilisation de la lumière et des mouvements de caméra ainsi que du climat de désespérance. Cette influence se sent aussi au travers des deux personnages de gentils marins (Shigeru Ogura et Kenji Ōyama) qui rappellent Laurel et Hardy ainsi que de la relation entre un père malchanceux et son fils qui évoque Le Kid (1921) de Charlie Chaplin.